# Santa Rosa de Río Primero
Santa Rosa de Río Primero é um município da província de Córdova, na Argentina.